# Альфара-де-Альхімія
Альфара-де-Альхімія, Алфара-д'Алджимія (ісп. Alfara de Algimia (офіційна назва), валенс. Alfara d'Algimia) — муніципалітет в Іспанії, у складі автономної спільноти Валенсія, у провінції Валенсія. Населення — 547 осіб (2010).

## Географія
Муніципалітет розташований на відстані близько 290 км на схід від Мадрида, 32 км на північ від Валенсії.

## Демографія
Динаміка населення (INE ):

## Галерея зображень

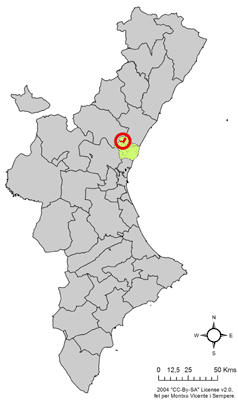
Розташування муніципалітету Альфара-де-Альхімія у автономній спільноті Валенсія
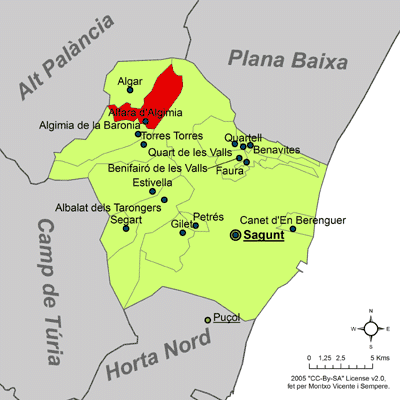
Розташування муніципалітету Альфара-де-Альхімія у комарці Кампо-де-Морведре